# D 957 (Türkei)
Die Straße D 957 (Devlet yolu 957) ist eine 59 km lange Straße in der Türkei. Sie bildet einen Teil der Europastraße 691.

## Verlauf
Die Straße zweigt 16 km südwestlich der Provinzhauptstadt Kars von der D 965 ab und führt nach Südwesten über Selim und an Sarıkamış vorbei nach Karakurt, wo sie auf die D 080 trifft und an dieser endet.